# A Romance of the Sea
A Romance of the Sea è un cortometraggio muto del 1914 diretto da Walter Edwards.

## Produzione
Il film fu prodotto dalla Broncho Film Company.

## Distribuzione
Distribuito dalla Mutual, il film - un cortometraggio in due bobine - uscì nelle sale cinematografiche statunitensi l'11 febbraio 1914.